# ビデオポキール
『ビデオポキール』は、BUMP OF CHICKENのミュージック・ビデオ集。2000年2月25日にVHSが、2002年3月22日にDVDがハイラインレコーズより発売された。また、メジャーデビュー後の2004年4月28日にDVDがトイズファクトリーより再発されている。

## 解説
BUMP OF CHICKENのキャリア初、およびインディーズ時代唯一のMV集である。
インディーズ時代の作品（アルバム「FLAME VEIN」「THE LIVING DEAD」、シングル「ランプ」）より、4曲のミュージック・ビデオが収録されている。
曲の合間にはメンバーのオフショットなども収録されている。タイトルの「ポキール」とはBUMP OF CHICKENメンバーの中学生時の副会長の女の子のあだ名から取られた。
ジャケットは「ランプ」のMVと同じく白い作業着を着用したメンバー4人と、その後ろにスタッフと思われる10人の男女を写したものとなっている。
メジャーデビュー後に発表されたMVはほぼすべてYouTubeで公開されているが、本作に収録されているMVは公開されていない。

## 収録曲
1. ガラスのブルース（監督：黒田智之）
1stアルバム「FLAME VEIN」収録曲。
藤原の手書きイラスト（アルバムの歌詞カードに掲載されているもの）を使用したアニメーション風に仕上げられている。歌詞カードに掲載されている歌詞と、一部異なる部分がある。
2. リトルブレイバー（監督：黒田智之）
1stアルバム収録曲。また、のちに発売された1stシングル「ランプ」にも収録（リカット）されている。
時々画面が2分割される。
3. ランプ（監督：太田達也）
1stシングル、2ndアルバム「THE LIVING DEAD」収録曲。
メンバーによって発案された作品。
真っ白な背景の中演奏するメンバーと八王子東京自動車サービスでのロケシーンが交互に映される。メンバーが変顔をするなど、BUMP OF CHICKENのMVとしては珍しくコメディ感のある作品となっている。
4. グロリアスレボリューション（監督：北岡一哲）
2ndアルバム収録曲。同作の発売が本作の1ヶ月後であったため、同作からの先行収録という形になった。
演奏シーンは直井の家族が営んでいた飲食店「おおいわ」で撮影されている。